# Megacriodes herbuloti
Megacriodes herbuloti är en skalbaggsart som beskrevs av Devecis 1993. Megacriodes herbuloti ingår i släktet Megacriodes och familjen långhorningar. Inga underarter finns listade i Catalogue of Life.